# Francisco Villa, Nombre de Dios
Francisco Villa är en ort i Mexiko.   Den ligger i kommunen Nombre de Dios och delstaten Durango, i den centrala delen av landet, 700 km nordväst om huvudstaden Mexico City. Francisco Villa ligger 1 813 meter över havet och antalet invånare är 218.
Terrängen runt Francisco Villa är platt åt nordost, men åt sydväst är den kuperad. Runt Francisco Villa är det glesbefolkat, med 16 invånare per kvadratkilometer. Närmaste större samhälle är Nombre de Dios, 11,0 km söder om Francisco Villa. Trakten runt Francisco Villa består i huvudsak av gräsmarker.